# Zacharias Hanssonius
Zacharias Hanssonius, född omkring 1666, död 21 april 1717 i Tåby församling, Östergötlands län, var en svensk präst.

## Biografi
Zacharias Hanssonius föddes omkring 1666. Han blev 1695 student vid lunds universitet och prästvigdes 1 april 1702. Hanssonius blev 1705 pastorsadjunkt i Tåby församling och 1711 kyrkoherde i församlingen. Han avled 1717 i Tåby församling och begravdes 13 juni samma år i Tåby kyrkas sakristia.

### Familj
Hanssonius gifte sig 10 januari 1706 med Christina Orelius. Hon var dotter till kyrkoherden Canutus Orelius och Ingrid Lardotter Ur i Tåby församling. De fick tillsammans barnen Canutus (1706–1707), kopparslagaregesällen Johannes (1708–1757) och Zacharias (1711–1711). Efter Hanssonius död gifte sig Orelius med rådmannen Johan Hagman i Söderköping.